# Droits de l'homme en Zambie

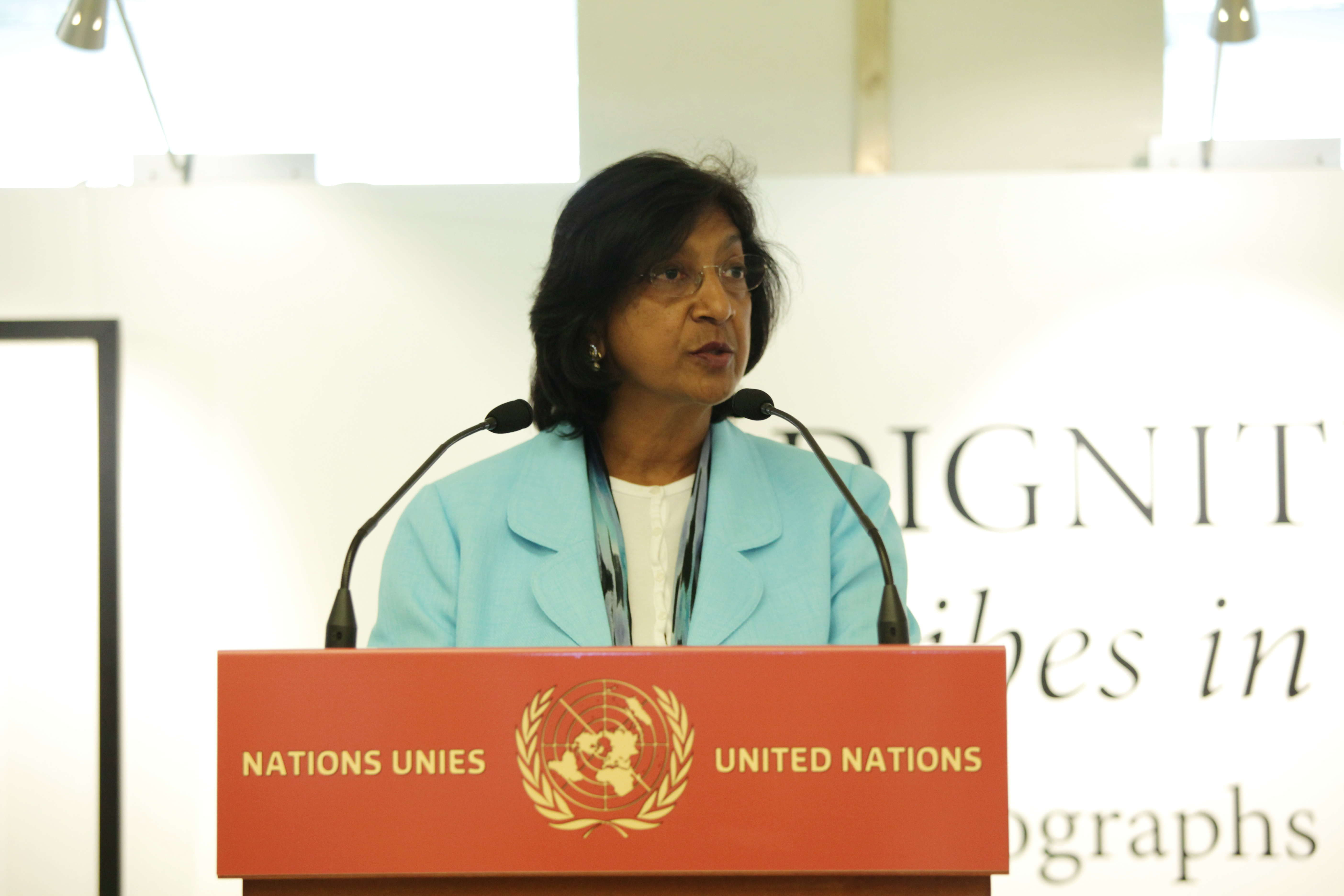
Commissaire aux droits de l'homme de Zambie.

Les droits de l'homme en Zambie sont traités dans la constitution zambienne. Cependant, le rapport 2012 sur les droits de l'homme en Zambie du département d'État des États-Unis (l'un des rapports nationaux sur les pratiques en matière de droits de l'homme des États-Unis) note qu'en général, le bilan du gouvernement en matière de droits de l'homme reste médiocre. La version 2021 de ce rapport note des améliorations dans de nombreux domaines.

## Abus graves
Le rapport 2012 sur les droits de l'homme en Zambie du département d'État américain relève les graves violations des droits de l'homme suivantes : les abus commis par les forces de sécurité, y compris les homicides illégaux, la torture et les passages à tabac ; des conditions de détention potentiellement mortelles ; les restrictions à la liberté d'expression, de réunion et d'association ; la liberté des médias, notant que les niveaux d'intolérance et de harcèlement des journalistes ont augmenté en 2016 et les suspensions de la station de radio Itezhi-Tezhi et de Muvi TV (en) ; l'arrestation arbitraire et la détention provisoire prolongée ; la corruption (en) et le manque de transparence au sein du gouvernement ; la violence et la discrimination à l'égard des femmes (en), la maltraitance des enfants et la traite des personnes ; la discrimination à l'encontre des personnes handicapées et fondée sur l'orientation sexuelle ; les restrictions sur les droits du travail, le travail forcé et le travail des enfants ; et que le gouvernement n'a généralement pas pris de mesures pour poursuivre ou punir les responsables qui ont commis des abus, ce qui a permis à l'impunité de rester un problème;  les arrestations illégales et application de mauvaises accusations sur de mauvaises affaires. Par exemple, l'affaire de trahison de Hakainde Hichilema en 2017 ; l'accès du public à l'information : La loi ne prévoit pas l'accès du public aux informations gouvernementales ; l'ingérence arbitraire ou illégale dans la vie privée, la famille, le domicile ou la correspondance.

## Classements
Voici les notes de la Zambie depuis 1972 dans les rapports Freedom in the World, publiés chaque année par Freedom House (1 est le meilleur et correspond à « libre », 7 le pire et correspond à « non libre »).
| Année | Droits politiques | Libertés civiles | Statut              | Président          |
| 1972  | 5                 | 5                | Partiellement libre | Kenneth Kaunda     |
| 1973  | 5                 | 5                | Partiellement libre | Kenneth Kaunda     |
| 1974  | 5                 | 4                | Partiellement libre | Kenneth Kaunda     |
| 1975  | 5                 | 5                | Partiellement libre | Kenneth Kaunda     |
| 1976  | 5                 | 5                | Partiellement libre | Kenneth Kaunda     |
| 1977  | 5                 | 5                | Partiellement libre | Kenneth Kaunda     |
| 1978  | 5                 | 5                | Partiellement libre | Kenneth Kaunda     |
| 1979  | 5                 | 5                | Partiellement libre | Kenneth Kaunda     |
| 1980  | 5                 | 5                | Partiellement libre | Kenneth Kaunda     |
| 1981  | 5                 | 6                | Partiellement libre | Kenneth Kaunda     |
| 1982  | 5                 | 6                | Partiellement libre | Kenneth Kaunda     |
| 1983  | 5                 | 6                | Partiellement libre | Kenneth Kaunda     |
| 1984  | 5                 | 5                | Partiellement libre | Kenneth Kaunda     |
| 1985  | 5                 | 5                | Partiellement libre | Kenneth Kaunda     |
| 1986  | 5                 | 5                | Partiellement libre | Kenneth Kaunda     |
| 1987  | 5                 | 5                | Partiellement libre | Kenneth Kaunda     |
| 1988  | 6                 | 5                | Partiellement libre | Kenneth Kaunda     |
| 1989  | 6                 | 5                | Partiellement libre | Kenneth Kaunda     |
| 1990  | 6                 | 5                | Partiellement libre | Kenneth Kaunda     |
| 1991  | 2                 | 3                | Libre               | Frederick Chiluba  |
| 1992  | 2                 | 3                | Libre               | Frederick Chiluba  |
| 1993  | 3                 | 4                | Partiellement libre | Frederick Chiluba  |
| 1994  | 3                 | 4                | Partiellement libre | Frederick Chiluba  |
| 1995  | 3                 | 4                | Partiellement libre | Frederick Chiluba  |
| 1996  | 5                 | 4                | Partiellement libre | Frederick Chiluba  |
| 1997  | 5                 | 4                | Partiellement libre | Frederick Chiluba  |
| 1998  | 5                 | 4                | Partiellement libre | Frederick Chiluba  |
| 1999  | 5                 | 4                | Partiellement libre | Frederick Chiluba  |
| 2000  | 5                 | 4                | Partiellement libre | Frederick Chiluba  |
| 2001  | 5                 | 4                | Partiellement libre | Frederick Chiluba  |
| 2002  | 4                 | 4                | Partiellement libre | Levy Mwanawasa     |
| 2003  | 4                 | 4                | Partiellement libre | Levy Mwanawasa     |
| 2004  | 4                 | 4                | Partiellement libre | Levy Mwanawasa     |
| 2005  | 4                 | 4                | Partiellement libre | Levy Mwanawasa     |
| 2006  | 3                 | 4                | Partiellement libre | Levy Mwanawasa     |
| 2007  | 3                 | 4                | Partiellement libre | Levy Mwanawasa     |
| 2008  | 3                 | 3                | Partiellement libre | Rupiah Banda       |
| 2009  | 3                 | 4                | Partiellement libre | Rupiah Banda       |
| 2010  | 3                 | 4                | Partiellement libre | Rupiah Banda       |
| 2011  | 3                 | 4                | Partiellement libre | Michael Sata       |
| 2012  | 3                 | 4                | Partiellement libre | Michael Sata       |
| 2013  | 3                 | 4                | Partiellement libre | Michael Sata       |
| 2014  | 3                 | 4                | Partiellement libre | Guy Scott          |
| 2015  | 3                 | 4                | Partiellement libre | Edgar Lungu        |
| 2016  | 4                 | 4                | Partiellement libre | Edgar Lungu        |
| 2017  | 4                 | 4                | Partiellement libre | Edgar Lungu        |
| 2018  | 4                 | 4                | Partiellement libre | Edgar Lungu        |
| 2019  | 4                 | 4                | Partiellement libre | Edgar Lungu        |
| 2020  | 4                 | 4                | Partiellement libre | Edgar Lungu        |
| 2021  | 4                 | 4                | Partiellement libre | Hakainde Hichilema |
| 2022  | 4                 | 4                | Partiellement libre | Hakainde Hichilema |

## Liberté de la presse
Les libertés d'expression et de la presse sont garanties par la Constitution en Zambie, mais le gouvernement restreint fréquemment ces droits dans la pratique. Bien que le Front patriotique au pouvoir se soit engagé à libérer les médias d'État, composés de la Zambia National Broadcasting Corporation (en) (ZNBC) et du Zambia Daily Mail (en) et Times of Zambia (en), largement diffusés, du contrôle éditorial du gouvernement, ces médias ont généralement continué à faire des reportages pro -lignes gouvernementales. De nombreux journalistes pratiqueraient l'autocensure puisque la plupart des journaux gouvernementaux ont un examen préalable à la publication . La ZNBC domine les médias audiovisuels, bien que plusieurs stations privées aient la capacité d'atteindre de larges portions de la population.
Le groupe de défense des droits Freedom House, qui publie des rapports nationaux annuels sur l'état de la liberté de la presse, classe la presse zambienne comme « non libre » même en 2016.